# Georges Trombert
Georges Auguste Ernest Trombert (ur. 10 sierpnia 1874 w Genewie, zm. 27 lutego 1949 w Lyonie) – francuski szermierz, trzykrotny medalista igrzysk olimpijskich.
Na igrzyskach olimpijskich w Antwerpii w 1920 roku zdobył trzy medale. Najpierw wspólnie z Lionelem Bony de Castellane, Gastonem Amsonem, Philippe'em Cattiau, André Labatutem, Rogerem Ducretem, Lucienem Gaudinem i Marcelem Perrotem zdobył srebro we florecie drużynowym. W turnieju indywidualnym był dziesiąty, wygrywając trzy z jedenastu pojedynków. W szpadzie drużynowej Francuzi w składzie: Armand Massard, Alexandre Lippmann, Gustave Buchard, Georges Trombert, Georges Casanova, Louis Moreau i Gaston Amson zajęli trzecie miejsce. W szpadzie indywidualnej odpadł w półfinałach. Ponadto Jean Margraff, Marc Perrodon, Henri de Saint Germain i Georges Trombert zdobyli srebro w szabli drużynowej. Znalazł się też w kadrze Francji na igrzyskach olimpijskich w Paryżu w 1924 roku. Został zgłoszony do startu w szabli drużynowej, jednak ostatecznie nie wystąpił.
Nie zdobył medalu mistrzostw świata.
Za zasługi w czasie I wojny światowej w 1923 został mianowany Kawalerem Legii Honorowej.